# Robert C. Jones
Robert Clifford Jones (* 30. März 1936 in Los Angeles, Kalifornien; † 1. Februar 2021 ebenda) war ein US-amerikanischer Filmeditor und Drehbuchautor, der bei der Oscarverleihung 1979 zusammen mit Nancy Dowd und Waldo Salt den Oscar für das beste Originaldrehbuch erhielt.

## Leben
Jones begann in den 1960er Jahren als Editor bei Filmproduktionen und wirkte erstmals 1963 bei Ein Kind wartet von John Cassavetes bei der Erstellung eines Films mit. In den folgenden Jahrzehnten war Jones bei über 30 weiteren Filmen für den Filmschnitt verantwortlich.
Für Eine total, total verrückte Welt (1963) von Stanley Kramer war er bei der Oscarverleihung 1964 mit Frederic Knudtson und Gene Fowler Jr. für den Oscar für den besten Schnitt ebenso wie für den Eddie der American Cinema Editors nominiert. Eine weitere Nominierung für den Oscar für den besten Schnitt sowie für den Eddie folgte 1968 für Rat mal, wer zum Essen kommt (1967) von Stanley Kramer. Eine dritte Nominierung für einen Oscar in der Kategorie bester Schnitt folgte zusammen mit Pembroke J. Herring bei der Oscarverleihung 1977 für Dieses Land ist mein Land (1976) von Hal Ashby.
Weitere Arbeiten als Editor folgten mit Treffpunkt für zwei Pistolen (1964) von Richard Wilson, Das Narrenschiff (1965) von Stanley Kramer, Lass mich küssen deinen Schmetterling (1968) von Hy Averback, Cisco Pike (1971) von Bill L. Norton, Das letzte Kommando (1973) von Hal Ashby, Shampoo (1975) von Hal Ashby, Tage des Donners (1990) von Tony Scott, Dinner für Sechs – Woodstock meets Wallstreet (1991) von Arthur Hiller und Bulworth (1998) von Warren Beatty.
1979 erhielt er mit Nancy Dowd und Waldo Salt den Oscar für das beste Originaldrehbuch für Coming Home – Sie kehren heim (1977/78) von Hal Ashby. Gemeinsam mit Salt gewann er darüber hinaus nicht nur den Preis der Writers Guild of America (WGA Award) für das beste Originaldrehbuch, sondern war mit diesem auch für den Golden Globe Award für das beste Filmdrehbuch nominiert. Eine weitere Zusammenarbeit mit Ashby erfolgte für den Film Willkommen Mr. Chance (1979), für den Jones abermals das Drehbuch verfasste.
Bereits sein Vater Harmon Jones war als Filmeditor tätig und seine Tochter Leslie Jones ist ebenfalls in diesem Bereich aktiv.
Jones starb am 1. Februar 2021 in seinem Haus in Los Angeles. Er litt in an Lewy-Körper-Demenz.

## Filmografie (Auswahl)
- 1963: Ein Kind wartet (A Child Is Waiting)
- 1963: Eine total, total verrückte Welt (It’s a Mad, Mad, Mad, Mad World)
- 1964: Treffpunkt für zwei Pistolen (Invitation to a Gunfighter)
- 1965: Das Narrenschiff (Ship of Fools)
- 1967: Rat mal, wer zum Essen kommt (Guess Who’s Coming to Dinner)
- 1967: Tobruk
- 1967: Der Tiger schlägt zurück (The Tiger Makes Out)
- 1968: Lass mich küssen deinen Schmetterling (I Love You, Alice B. Toklas)
- 1969: Westwärts zieht der Wind (Paint your Wagon)
- 1970: Love Story
- 1971: Cisco Pike
- 1972: Der Mann von La Mancha (Man from La Mancha)
- 1973: Das letzte Kommando (The Last Detail)
- 1975: Shampoo
- 1976: Dieses Land ist mein Land (Bound for Glory)
- 1978: Der Himmel soll warten (Heaven Can Wait)
- 1979: Willkommen Mr. Chance (Being There)
- 1983: Der Zocker (Lookin' to get out)
- 1985: Zweimal im Leben (Twice in a Lifetime)
- 1989: Heaven and Earth
- 1989: Die Glücksjäger (See No Evil, Hear No Evil)
- 1990: Tage des Donners (Days of Thunder)
- 1991: Dinner für Sechs – Woodstock meets Wallstreet (Married to It)
- 1992: The Babe – Ein amerikanischer Traum (The Babe)
- 1992: Made of Steel – Hart wie Stahl (Beyond the Law)
- 1994: Perfect Love Affair
- 1996: City Hall
- 1998: Bulworth
- 2002: Wer tötete Victor Fox? (Unconditional Love)